# جورج هينشاو
جورج هينشاو (بالإنجليزية: George Henshaw)‏ هو لاعب كرة قدم أمريكية أمريكي، ولد في 22 يناير 1948 في ريتشموند في الولايات المتحدة.